# Dmîtrivka
Dmîtrivka (în ucraineană Дмитрівка) este o așezare de tip urban din raionul Bahmaci, regiunea Cernihiv, Ucraina. În afara localității principale, mai cuprinde și satul Șciucea Hreblea.

## Demografie
Componența lingvistică a așezării de tip urban Dmîtrivka
     Ucraineană (98,35%)
     Rusă (1,58%)
     Alte limbi (0,04%)
Conform recensământului din 2001, majoritatea populației așezării de tip urban Dmîtrivka era vorbitoare de ucraineană (98,35%), existând în minoritate și vorbitori de rusă (1,58%).